# 陈以恪
陈以恪，山东昌邑县人，清朝政治人物。

## 生平
崇禎十五年（1642年）壬午科山東鄉試舉人。任壽光縣教諭，整飭學校，課士有方。升上海县知县。